# 飛鳥球場
飛鳥球場（あすかきゅうじょう）は、岐阜県各務原市にある野球場。施設は各務原市が所有している。
主に草野球、軟式野球、ソフトボール等で使用されている。

## 施設概要
- 両翼 - 85m、中堅：90m
- 内野 - 土、外野：天然芝
- 照明設備 - なし
- 駐車場 - 30台
- 利用時間 - 7:00から19：00　（照明設備が無いため）

## 所在地
- 各務原市蘇原北山町2丁目81

## 交通
- 岐阜バス倉知線「外山町」バス停より徒歩約10分
- ふれあいバス蘇原線「外山町」バス停より徒歩約10分

## その他
- 飛鳥球場の名称は、この地域がかつて飛鳥という地名であったことによる。開設当時の地名は蘇原飛鳥町であったが、1980年に蘇原北山町となった。
- 同じく各務原市の所有する球場、各務原市民球場とは直線距離で約1.5kmの距離になる。